# Лока

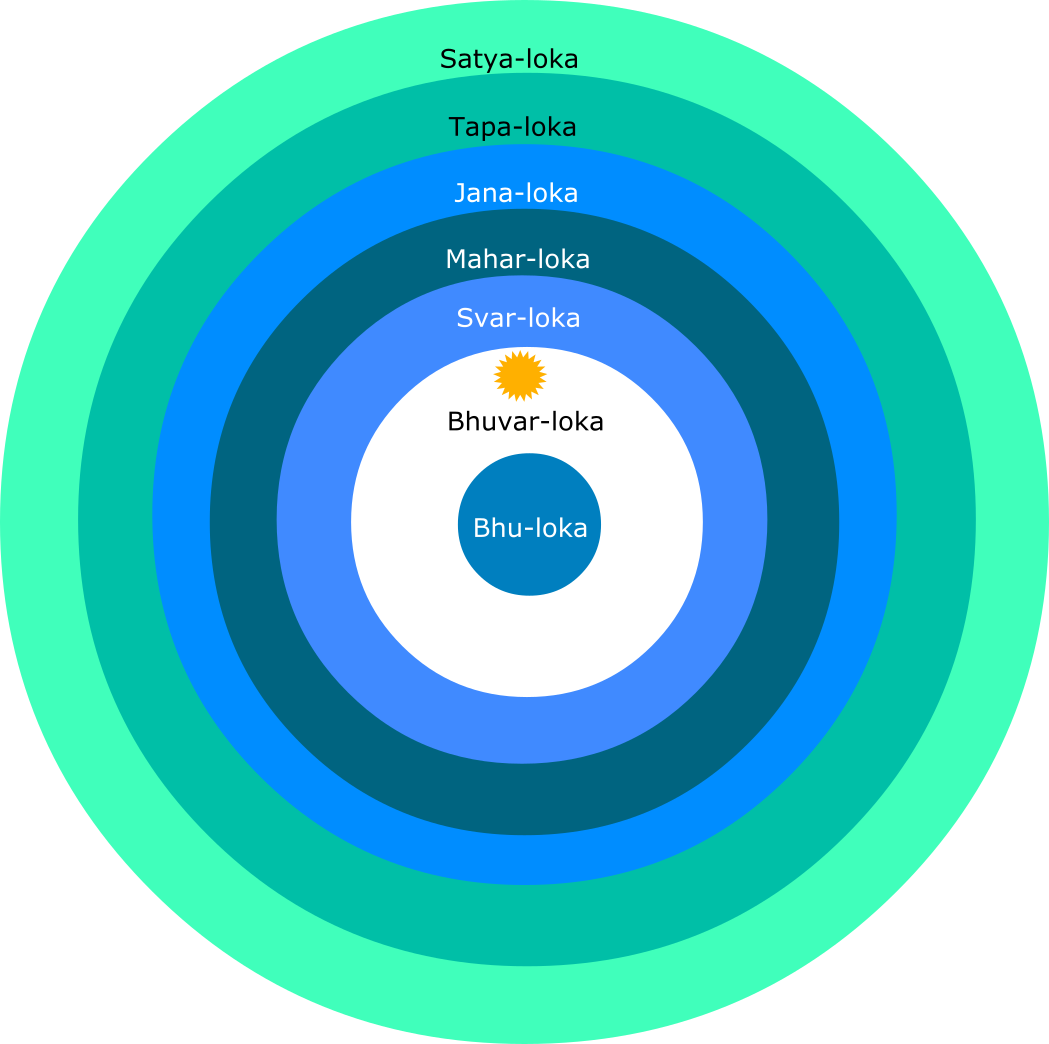
Высшие миры.

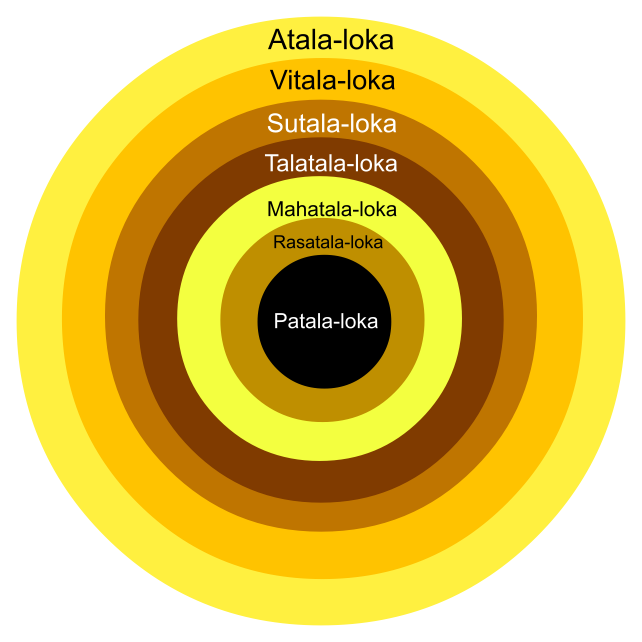
Низшие миры.

Ло́ка (IAST: loka) — в индийской культуре философское понятие пространства. Трактуется как «измерение», «обитель» или «уровень бытия». Используется как в религиозной философии индуизма, так и в индийской мифологии, где лока — мир, небо, одно из делений вселенной. Ведийская традиция выделяет трёхуровневую Вселенную — трилока (небо, земля и преисподняя). Другие индусские классификации насчитывают семь лок, исключая ад (преисподнюю).
Тогда как Локалока («лока» + «алока» = «мир и немир») — в индийской мифологии сказочный горный пояс, отделяющий видимый мир от царства тьмы. Другое название Локалоки — Чакравада или Чакравала («круг»).

## Концепция четырнадцати лок

### В упанишадах
В упанишадах были выделены семь высших лок при описании птицы Хамса (священный лебедь), порождающей Вселенную.

1. Слог «A» считается её (птицы «Ом») правым крылом, «У» — левым; «М» — её хвост; и ардха-матра (половина стихотворного метра), как считают, — её голова.
2. (Раджасические и тамасические) качества (гуны) — её (мерные) стопы; саттва — её туловище; дхарма — её правый глаз, а адхарма — левый.
3. Бхур-лока расположена в её стопах; бхувар-лока — в её коленях; свар-лока — в её пояснице; а махар-лока — в пупке.

4. В её сердце расположена джана-лока; тапо-лока (тапар-лока) — в её горле, а (ту) сатья-лока расположена (вьявастхита) на лбе (лалаата) в центре между (мадхья) бровями (бхрувор).— Надабинду-упанишада

### В пуранах
В дальнейшем система Лока была усложнена. В пуранах количество лок увеличивается до четырнадцати, с разделением по семь в верхнем и семь в нижнем мирах, которые связаны через низший из верхних миров — земной, с материком Джамбу, в середине которого находится мифологическая гора Меру.
В верхнем мире, обители богов, святых и людей представлены те же локи, что в упанишадах, сверху вниз:
1. Сатья, или Брахма-лока (местопребывание Брахмы)[4].
2. Тапар-лока (местопребывание божества Вирадж).
3. Джана-лока (местопребывание сыновей Брахмы).
4. Махар-лока (местопребывание Бхригу и других святых).
5. Свар-лока (пространство между Солнцем и Полярной звездой, небеса Индры).
6. Бхувар-лока (пространство между Землёй и Солнцем, обиталище мудрецов).
7. Бхур-лока (Земля).

В нижнем мире обитают дайтьи, данавы, якши, наги и т. п. Однако в различных пуранах локи фиксируются по-разному. В Падма-пуране преподносится перечень лок нижнего мира в следующей последовательности сверху вниз:
1. Атала (владыка — Майя).
2. Витала (владыка — Хатакешвара, форма Шивы).
3. Сутала (владыка — Бали).
4. Талатала (владыка — Майясура).
5. Махатала (местопребывание огромных змей).
6. Расатала (местопребывание дайтьев и данавов).
7. Патала (владыка — Васука, мир нагов)[4].

В Вишну-пуране перечень и последовательность лок нижнего мира иные:
1. Атала
2. Витала
3. Нитала
4. Габхастимат
5. Махатала
6. Сутала
7. Патала[4].

## В санкхье
Семиричные локи предлагалась философским направлением индуизма — санкхьей. Так, в комментариях к Санкхья-карике среди «верхних» миров упоминаются сверху вниз миры:
1. Брахмы
2. Праджапати
3. Индры (иногда Сомы)
4. гандхарвов, отцов-предков
5. якшей (природных духов)
6. ракшасов (демонов, людоедов)
7. пишачей (демонов, похитителей душ)[4].

Философские школы Веданта и Санкхья иногда признают восемь лок, или областей материального существования:
1. самое верхнее Брахма-лока (небо высших божеств);
2. Питр-лока (небо «родителей, отцов», в котором пребывают предки («питр»), мудрецы-риши и прародители — праджапати);
3. Сома-лока является третьим сверху (из восьми), и в нём находятся месяц (Сома) и планеты;
4. Индра-лока (небо низших божеств);
5. последним является Пишача-лока (небо низших злых духов пишачи)[5].

## В других культурах
В культурах, родственных или происходящих от индуизма встречаются следующие списки лок.

### В буддизме и бон
В буддизме космология является производной от психологии, мир рассматривается как психокосм, то есть лишь в соотнесении с психикой (читта) воспринимающего его живого существа (саттва). В космологии буддизма проявляется его предельный психологизм: рассматривается не мир сам по себе, а психокосм — мир, переживаемый живым существом, мир как аспект психического опыта. Мир живых существ подразделяется на три разряда (три-дхату; dhātu — квалификационный термин буддизма, в определённом контексте может быть синонимом loka): кама-дхату — мир желания, рупа-дхату — мир формы, арупа-дхату — мир без формы. Здесь «дхату» обозначает три уровня духовного прогресса индивида и три соответствующих основных уровня развертывания сознания. Три дхату включают шесть уделов (лока) сансары, рождение в которых считается «оковами», если оно обусловлено омрачениями (клеша) и загрязненной кармой. Эти шесть миров (лока) делятся на две группы: относящиеся к низшим рождениям и относящиеся к высшим рождениям. Деяния (карма), которые совершают живые существа, предопределяют их новые рождения и создают соответствующие им миры-вместилища (лока). Снизу вверх:
I. Кама-дхату — сфера чувственных желаний, подразделяется на шесть миров (лока), или уровней, в соответствии со степенью присущих каждому из них страданий (духкха) и препятствий (аварана):
1. Мир адов (нарака-лока), относится к низшим, неблагоприятным рождениям. Говорится о шести разновидностях адов: 8 горячих адов, 8 холодных адов, 6 соседних адов и всевозможные мелкие ады. В адах рождаются те, кто совершили страшные преступления против религии и живых существ. Сроки жизни в адах наибольшие среди неблагоприятных рождений. Однако в конце концов следствия дурных деяний исчерпываются, жизнь адского существа (нарака) оканчивается, и его ждет новое рождение в другой форме.
2. Мир голодных духов (прета-лока), относится к низшим, неблагоприятным рождениям. Духи (прета) подразделяются на три категории: 1) подверженные мукам снаружи — от от зноя и холода, а также при поисках пищи; 2) подверженные мукам изнутри — съеденная пища тотчас превращается в огонь и т. п.; 3) подверженные мукам при принятии пищи и питья — они имеют огромные, как гора, животы и горло шириной с игольное ушко. Причина рождения в мире претов — жадность, скупость, обжорство и т. п.
3. Мир животных (тирьяка-лока), относится к низшим, неблагоприятным рождениям. Животные подразделяются на два типа: живущие стадами и живущие разбросанно. Эта форма рождения характеризуется тупостью и постоянно испытываемыми страданиями, что не позволяет животным осознанно совершенствоваться.
4. Мир людей (манушья-лока), относится к высшим, благоприятным рождениям. Считается, что существуют четыре типа людей, каждый из которых живёт на одном из больших континентов (двипа). Мир людей нашего типа — южный материк «Джамбу-двипа».
5. Мир асуров (асура-лока), относится к высшим рождениям. Асуры — воинственные небожители, противники богов (дэва). Они испытывают зависть по отношению к богам и ведут с ними сражения. Иногда асуров объединяют с богами, и тогда говорят о пяти мирах живых существ.
Далее — мир богов (дэва-лока), относится к высшим рождениям. Все боги (дэва) в буддизме считаются смертными существами, хотя и живут очень долго. Когда благая карма, приведшая к рождению божеством, исчерпывается, жизнь небожителя заканчивается. Мир богов делится на три уровня (дхату):
6. I. Боги сферы желаний (кама-дхату) делятся на шесть типов. Поскольку боги проводят всё свое время в наслаждениях и не заботятся о религиозном совершенствовании, то, по исчерпании благой кармы, они, как правило, перерождаются в неблагоприятных формах.
II. Рупа-дхату — сфера форм, соответствует медитативному сосредоточению (дхьяна).
6. II. Боги уровня рупа-дхату обладают формой (то есть телом, рупа), но не имеют чувственных потребностей: в еде, продолжении рода и т. п. Сферу форм образуют семнадцать типов небожителей, из которых 3 типа небожителей пребывают в первой дхьяне, 3 типа — во второй дхьяне, 3 типа — в третьей дхьяне и 8 типов — в четвёртой дхьяне.
III. Арупа-дхату — сфера без формы, соответствует глубокому медитативному сосредоточению (самапатти).
6. III. Небожители арупа-дхату полностью лишены формы, постоянно погружены в глубокое медитативное сосредоточение и делятся на четыре типа, соответствующие четырём уровням самапатти: 1) аятана беспредельного пространства; 2) аятана беспредельного «сознания» (виджняна); 3) аятана совершенно не существующего; 4) аятана без чувств различения и не без чувств различения. Как и в случае четырёх дхьян небожителей сферы формы (рупа-дхату), эти состояния глубокого медитативного сосредоточения в течение очень длительных сроков не ведут к «пробуждению» (бодхи). Чтобы получить возможность достичь его, боги по окончании своей жизни должны обрести человеческую форму рождения, которая может привести к выходу из круга перерождений (сансары). В буддизме считается, что небуддийские йогины принимают за конечное освобождение (мокша) сферу арупа-дхату.

### В йоге Патанджали
В классическом комментарии на йога-сутры Патанджали, Вьяса-бхашья, описывается следующая последовательность верхних миров, перечисляемая снизу вверх:
1. мир Земли
2. мир промежуточного пространства с различными планетами, созвездиями и звездами.

Далее следует непосредственно пятеричный Небесный мир, где, в свою очередь, выделяются:
1. мир Махендры
2. мир Махат Праджапати

и, далее, тройственный [мир] Брахмы, а именно:
1. мир Джана
2. мир Тапас

Нижние миры в йога-сутре разъясняются таким образом:

Затем, сразу над [адом] Авичи, последовательно размещаются шесть ступеней Великого ада, опирающиеся на твердь, на воду, на огонь, на ветер, на акашу и на тьму, — Махакала, Амбариша, Раурава, Махараурава, Каласутра и Андхатамисра. Здесь рождаются живые существа, обреченные на мучительную и долгую жизнь и испытывающие [неисчислимые] страдания вследствие своей кармы.
— Комментарий Вьясы на 26 сутру третьей главы, «О совершенных способностях (Вибхутипада)»
То есть сначала упоминается нижний мир, ад — Авичи. Затем указываются шесть ступеней «сверху вниз».

### В теософии
Понятие локи было принято теософистами и встречается в трудах Елены Блаватской. В теософии существует понятие кама-локи (мира камы или желаний) — своего рода астрального плана или временного состояния после смерти. Кама-лока описывается в учениях Блаватской, Ледбитера и Штейнера.
В современной веданте также присутствует влияние этих теософических идей — в некоторых течениях локи описываются в теософическом стиле как астральные планы.